# Orectogyrus oscari
Orectogyrus oscari is een keversoort uit de familie van schrijvertjes (Gyrinidae). De wetenschappelijke naam van de soort is voor het eerst geldig gepubliceerd in 1854 door Apetz.